# Apamea pallidafasciata
Apamea pallidafasciata är en fjärilsart som beskrevs av Barend J. Lempke 1949. Apamea pallidafasciata ingår i släktet Apamea och familjen nattflyn. Inga underarter finns listade i Catalogue of Life.